# یاکوب لویپلد
یاکوب لویپلد (آلمانی: Jacob Leupold؛ زاده ۲۲ ژوئیهٔ ۱۶۷۴ درگذشته ۱۲ ژانویهٔ ۱۷۲۷) یک ریاضی‌دان، و فیزیک‌دان اهل آلمان بود. 